# حوت المنك القطبي الجنوبي
حوت المنك القطبي الجنوبي (الاسم العلمي: Balaenoptera bonaerensis) هو نوع من الحيتانيات، يتبع جنس هركول.